# Argyropelecus gigas
Argyropelecus gigas – gatunek ryby wężorokształtnej z rodziny przeźreniowatych (Sternoptychidae). 

## Zasięg występowania
Gatunek batypelagiczny, występuje we wszystkich oceanach od 41° N do 54° S na głębokościach 300–1000 m. 

## Charakterystyka
Ryby tego gatunku osiągają 12 cm długości.

## Znaczenie gospodarcze
Nie ma znaczenia gospodarczego.